# Tempio del Fuoco (Yazd)
Il Tempio del Fuoco di Yazd (in persiano آتشکدهٔ یزد‎), noto anche come Atash Behram (آتش بهرام‎) o Atash Kadeh, è un tempio zoroastriano a Yazd in Iran. È stato costruito nel 1934 e sancisce l'Atash Behram, che significa "il fuoco vittorioso", datato 470 d.C. Si tratta di uno dei nove Templi del Fuoco (Atash Behram), l'unico dei più alti di grado in Iran, dove gli zoroastriani hanno praticato la loro religione dal 400 a.C.; gli altri otto sono in India. Secondo Aga Rustam Noshiravan Belivani, di Sharifabad, gli Anjuman-i Nasiri (i funzionari zoroastriani eletti) hanno aperto lo Yazd Atash Behram nel 1960 ai visitatori non zoroastriani.

## Il tempio
I più alti gradi dei templi del fuoco sono stati costruiti durante l'Impero sasanide per la riverenza del fuoco, che è la manifestazione di Ahura Mazda nella religione zoroastriana. Secondo la religione zoroastriana, questo tipo di fuoco è consacrato da sedici diverse fonti, tra cui il fuoco creato da un fulmine.

## Storia
Secondo una targa scritta sul santuario, la costruzione del tempio è datata al 1934. I fondi per la costruzione di esso sono stati forniti dall'Associazione dei Parsi zoroastriani dell'India. La costruzione è stata fatta sotto la guida di Jamshid Amanat. Il fuoco sacro del tempio si afferma bruci da circa il 470 d.C., originariamente avviato dallo Scià sassanide quando era nel tempio del fuoco Pars Karyan nel Fars meridionale del Larestan. Da lì è stato trasferito a Aqda dove è stato mantenuto per 700 anni. Il fuoco è stato poi trasferito nel 1173 nel tempio di Nahid-e Pars nella vicina Ardakan, dove rimase per 300 anni fino a quando è stato spostato di nuovo a casa di un sacerdote a Yazd, e fu infine consacrato nel nuovo tempio nel 1934.
Un busto di Manekji Limji Hataria, che è stato determinante nella raccolta dei fondi per la costruzione del tempio, è stato installato nel recinto del tempio. Il busto visualizza anche i simboli zoroastriani divini del Sole e della Luna.

## Architettura

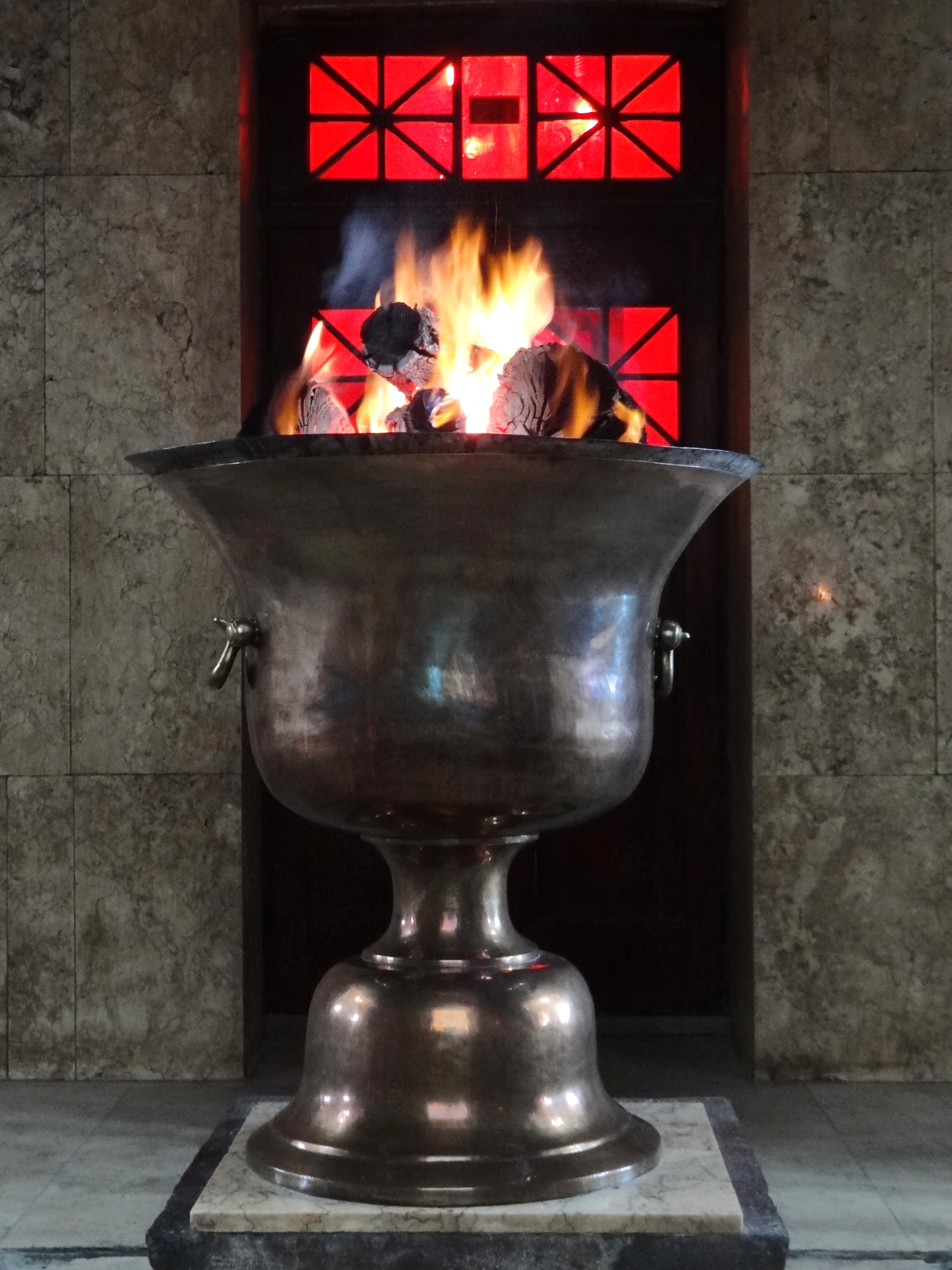
La fiamma eterna Zoroastriana presso il Tempio del Fuoco a Yazd

Il tempio del fuoco è stato costruito in stile architettonico achemenide in muratura di mattoni con uno stile predisposto dagli architetti di Bombay. È simile nel design ai templi Atash Behram in India. L'edificio è circondato da un giardino che ha alberi da frutto. C'è una divinità alata di Ahura Mazda incorporata sulla porta d'ingresso del tempio.
Il sacro fuoco è installato nel tempio dietro un recinto di vetro ambrato colorato. Solo i zoroastriani sono autorizzati a passare alla zona sacra del fuoco. I non-zoroastriani possono visualizzarlo solo dall'esterno della camera di vetro. Anjuman-i Nasiri ha aperto il tempio nel 1960 per i visitatori non zoroastriani.